# Nectarinia johnstoni
El suimanga de Johnston (Nectarinia johnstoni) es una especie de ave paseriforme de la familia Nectariniidae. Se encuentra en  República Democrática del Congo, Kenia, Malaui, Ruanda, Tanzania, Uganda y Zambia.

## Subespecies
Comprende las siguientes subespecies:
- Nectarinia johnstoni dartmouthi
- Nectarinia johnstoni itombwensis
- Nectarinia johnstoni johnstoni
- Nectarinia johnstoni nyikensis
- Nectarinia johnstoni salvadori